# Евангелие от Евы
Ева́нгелие от Е́вы — недошедшее до нас апокрифическое Евангелие, лежащее в русле гностической традиции.
Известно только по нескольким цитатам Епифания Кипрского (Панарион, 26), отца церкви, который критиковал борборитов, оправдывавших свободную любовь, суть которой заключалась в прерывании полового акта и поедании семени. В то время как некоторые гностики-вольнодумцы полагали, что плоть и зло неразрывны, тем самым признавая свободу половых отношений, большинство гностиков придерживались противоположной точки зрения, заключающейся в крайней аскезе.
Согласно наассинианам «семя, распространяемое в космос от первоначального человека, делает космос совершенным». Рассеивание логоса и его последующий сбор напоминает мифы об Осирисе и Дионисе. Аналогичная тема осирификации присутствует в Евангелии от Филиппа, цитируемого Епифанием:

Я осознал себя и собрал воедино со всех сторон; Я посеял не детей для правителя, но я разорвал его корни и собрал вместе [мои] конечности, что были разбросаны повсюду; Я знаю, кто ты, ибо я из вышеупомянутых миров.Оригинальный текст (англ.)I recognised myself, and gathered myself together from all sides; I sowed no children for the ruler, but I tore up his roots, and gathered together [my] limbs that were scattered abroad; I know thee who thou art, for I am from the realms above.